# Minack Theatre

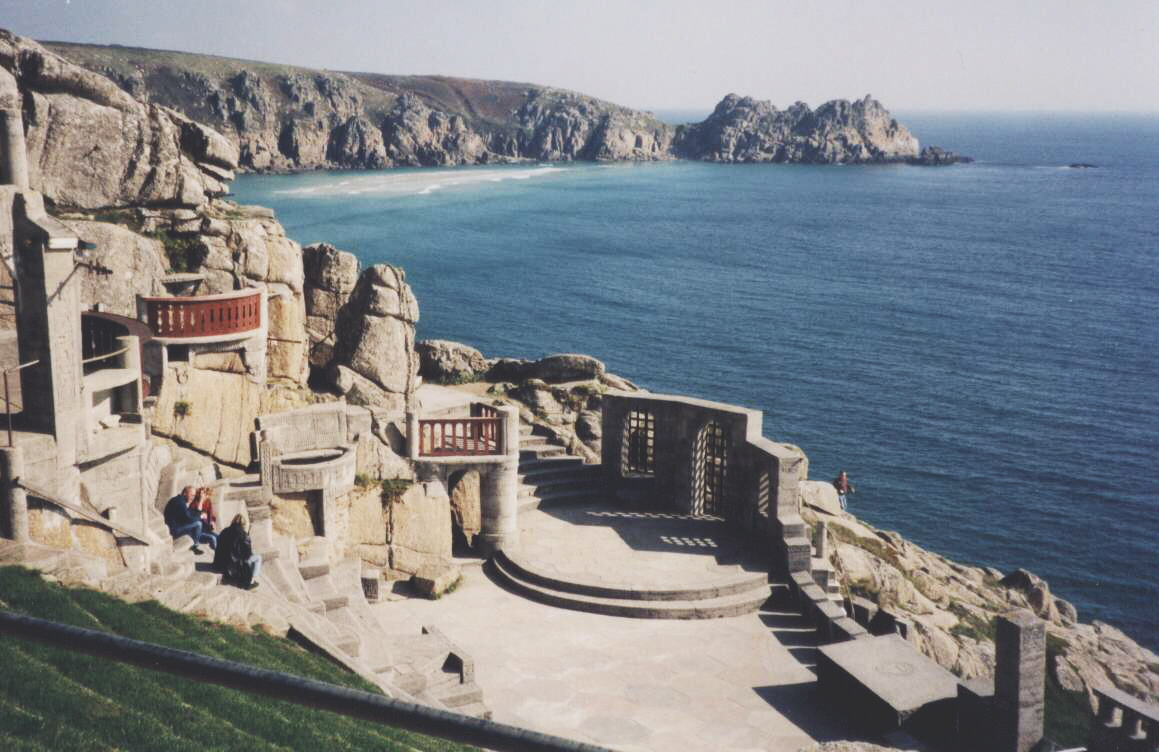
Das Minack Theatre, 1998

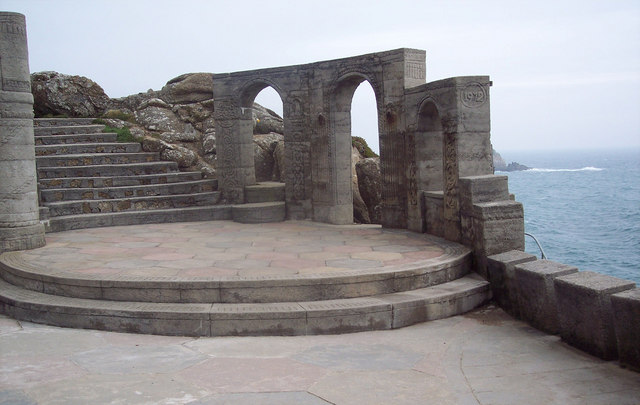
Die Bühne, 2005

Das Minack Theatre (auch einfach The Minack genannt) ist ein einzigartiges Freilichttheater an der Südküste Cornwalls (England), das in einen Felsenabhang direkt an der See in der Nähe des Ortes Porthcurno gebaut worden ist. Es ist nur wenige Kilometer von Land’s End entfernt. In der kornischen Sprache ist meynek die Bezeichnung für einen felsigen Ort.

## Geschichte

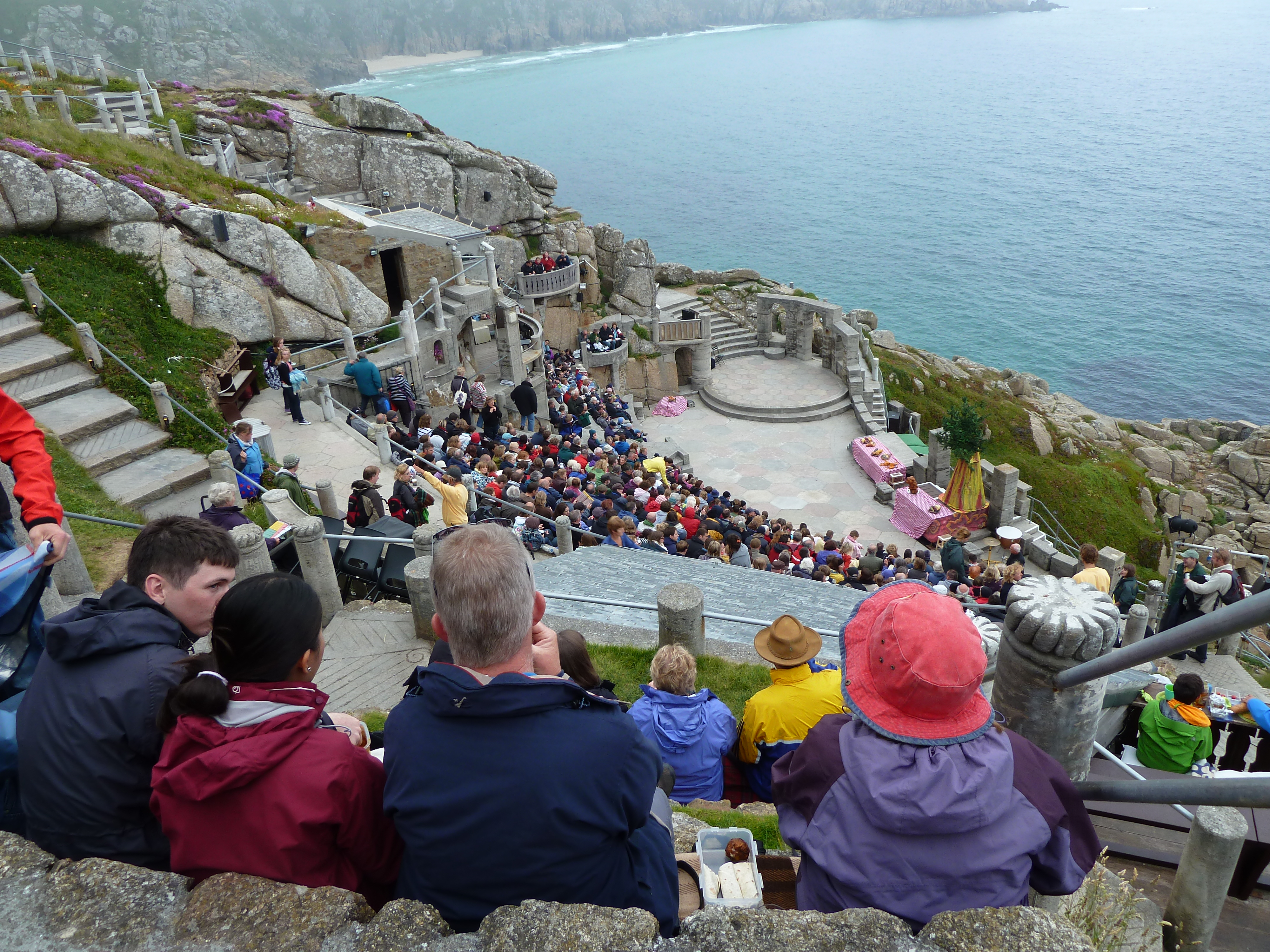
Das Theater vor einer Aufführung

Das Theater war Idee und Lebenswerk von Rowena Cade, die das Gelände in den 1920er Jahren für 100 Pfund gekauft hatte und dort in einem selbst gebauten Haus wohnte. Ein örtliches Ensemble hatte dann 1929 und 1930 das Stück Ein Sommernachtstraum von William Shakespeare auf einem nahe gelegenen Feld aufgeführt und plante nun die Aufführung von Shakespeares Der Sturm. Rowena Cade bot als Aufführungsort ihren Garten an, der in einem Abhang zur See endete; dieser Hintergrund erschien passend, weil das Stück auf einer Insel spielt. Cade und ihr Gärtner Billy Rawlings legten im kommenden Winter in mühevoller Arbeit eine Bühne und Sitzplätze an, wozu sie Steine sowohl von höherem Gelände als auch von einem nahen Strand heranschafften. 1932 wurde das Stück aufgeführt und war ein großer Erfolg. Cade arbeitete von nun an ihr ganzes Leben bis ins höchste Alter am Ausbau des Theaters. Unterstützt wurde sie dabei von Rawlings und dessen Freund Charles Angove, später auch von weiteren ehrenamtlichen Helfern und Bekannten. Die Arbeiten fanden dabei im Winter statt, während im Sommer gespielt wurde.
Seit 1976 ist das Theater als Charitable Trust (eine Art Stiftung) anerkannt.
Rowena Cade verstarb am 26. März 1983 im Alter von 89 Jahren. Sie hinterließ umfangreiche Pläne für einen weiteren Ausbau, die teilweise bis heute nicht verwirklicht sind.

## Heute

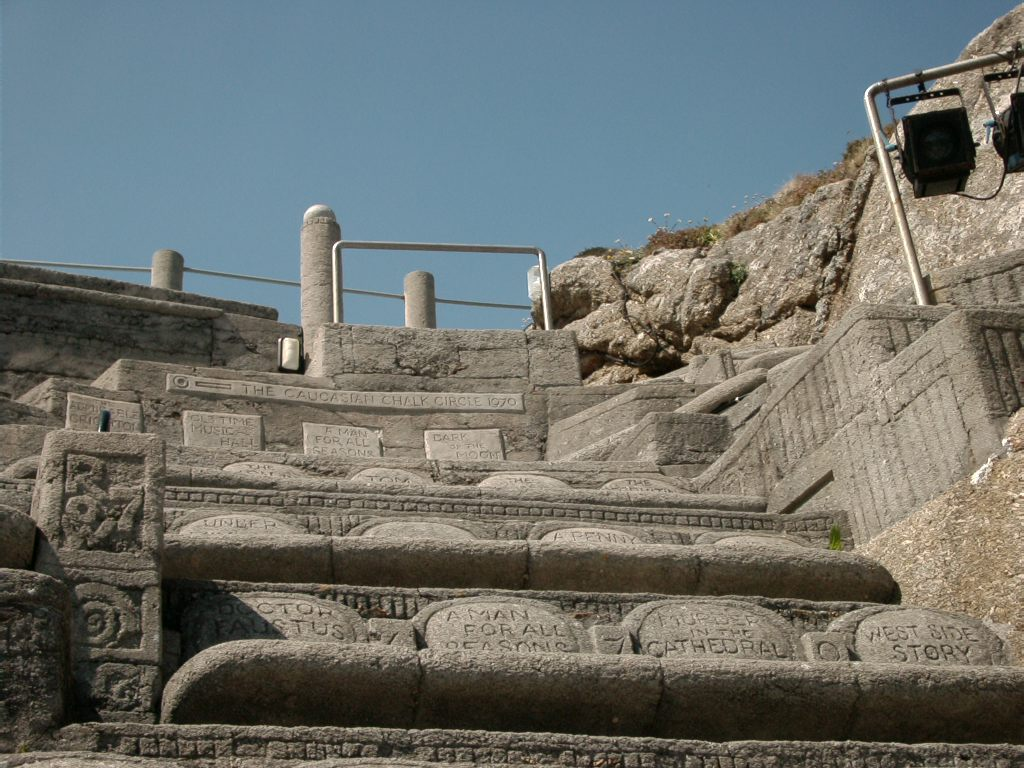
Zuschauersitze mit behauenen Rückenlehnen

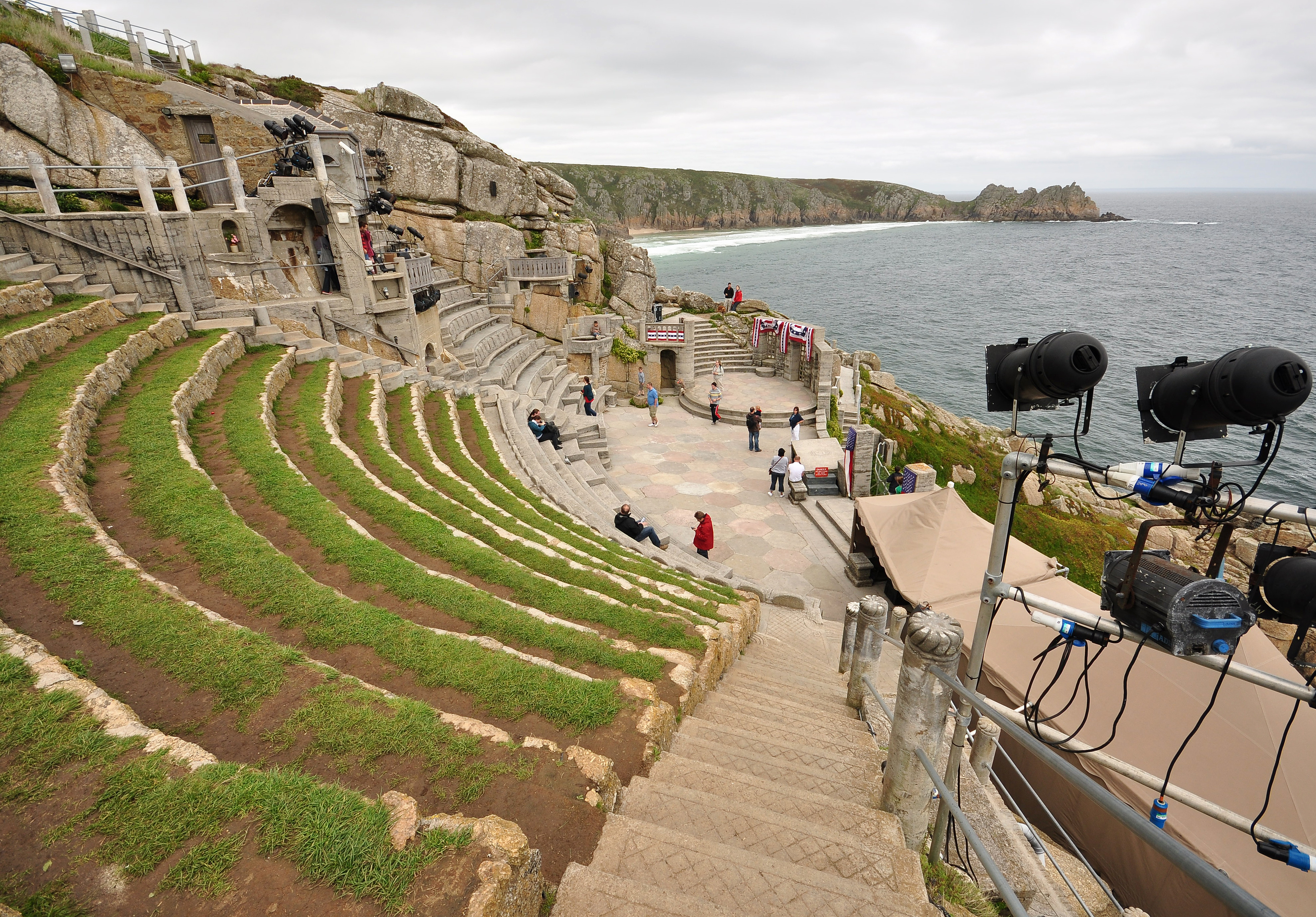
Mit Gras bewachsene Zuschauersitze

Zurzeit werden jährlich zwischen Juni und September 16 Stücke aufgeführt. Ensembles kommen aus Großbritannien und den USA. Traditionsgemäß werden oft Werke Shakespeares gegeben; alle 10 Jahre gibt es eine Jubiläumsaufführung von Der Sturm.
Gespielt wird teilweise auch abends und zur Not auch bei schlechtem Wetter. Zuschauer kommen dann mit Thermoskannen, Regencapes werden vom Theater gestellt.
Die Zuschauerränge sind sämtlich aus Stein und teilweise mit Gras bewachsen. Der Titel jedes gespielten Stücks wird mit der zugehörigen Jahreszahl in eine der steinernen Rückenlehnen geschlagen, so dass inzwischen kaum einer der etwa 750 Sitzplätze mehr unbeschriftet ist.
Oberhalb des Theaters befindet sich eine ständige Rowena-Cade-Ausstellung, in der Cades Leben und die Geschichte des Minack dokumentiert werden, sowie ein kleines Café. Seit 1998 werden auch einige Hänge durch Anpflanzungen in farbenfrohe Gärten verwandelt. Das Minack ist ganzjährig für Besucher geöffnet.